# Frida Stéenhoff
Helga Frideborg „Frida” Maria Stéenhoff, z d. Wadström (ur. 11 grudnia 1865 w Sztokholmie, zm. 22 czerwca 1945 tamże) – szwedzka pisarka i działaczka społeczna.

## Życiorys
Jej rodzicami byli Carl Bernhard Filonegros Wadström i Helga Louise Westdahl. W latach 1879–1882 uczyła się w żeńskiej szkole Åhlinska skolan w Sztokholmie, następnie w latach 1883–1884 podejmowała naukę w Szwajcarii, a w kolejnych dwóch latach w sztokholmskim liceum żeńskim. W latach 80. XIX wieku poślubiła lekarza Gotthilfa Stéenhoffa, z którym zamieszkała w Sundsvall w północnej Szwecji. 
Jej debiutem literackim była wydana w 1896 roku powieść Lejonets unge. 
Była działaczką feministyczną i społeczną. W okresie II wojny światowej działała w ruchu antyfaszystowskim. Była redaktorką feministycznego czasopisma „Tidevarvet”.